# Blood, Sweat & Tears (canción de Ava Max)
«Blood, Sweat & Tears» (en español, «Sangre, sudor y lágrimas») es una canción de la cantante estadounidense Ava Max, lanzada como un sencillo promocional el 30 de julio de 2019 a través de Atlantic Records. La canción fue escrita por Max, Nick Zinner, Peter Thomas, Ricky Blaze, Santigold, Sofia Hoops y el productor Cirkut. Las letras de la canción describen la determinación de perseverar en una relación. 

## Antecedentes y lanzamiento
Max había mostrado un fragmento de «Blood, Sweat & Tears» a través de una transmisión en vivo en su cuenta de Instagram el 6 de mayo de 2018. La canción fue filtrada a finales de 2018. Se planeó que fuera el siguiente sencillo de Max después de «Sweet but Psycho» (2018), pero fue descartada a favor de «So Am I» (2019). Sin embargo, la canción fue lanzada como un sencillo promocional el 30 de julio de 2019, él cual fue acompañado por un video con su respectiva letra. La canción fue escrita por Max, Nick Zinner, Peter Thomas, Ricky Blaze, Santigold, Sofia Hoops y su productor Cirkut.

## Composición
«Blood, Sweat & Tears» es una canción pop cuya letra fue descrita por Max como «dar todo de ti a alguien que amas y estar a su lado sin importar qué». Brittany Spanos de Rolling Stone describió «Blood, Sweat & Tears» como una canción de tempo medio con un coro hímnico. Además, mencionó que en el coro de la canción, la voz de Max se vuelve más urgente mientras canta la letra, «Te daré toda mi sangre, sudor, lágrimas / Y cuando me duela me quedaré aquí». Escribiendo para MTV News, Madeline Roth escribió que la letra del coro detalla una «relación desordenada», que comparó con la tragedia de William Shakespeare de 1597 Romeo y Julieta.

## Recepción crítica
Escribiendo para Time, Raisa Bruner declaró que era «material de primera calidad para cantar con un factor pegadizo instantáneo».

## Créditos y personal
Créditos adaptados de Tidal.
- Amanda Ava Koci – voz, composición
- Henry Walter – composición, producción, instrumentos, programación
- Nicholas Zinner – composición
- Peter Thomas – composición
- Ricardo Johnson – composición
- Santi White – composición
- Sofia Sarkisian – composición

## Posiciones en listas
| Listas (2019)                   | Mejor posición |
| ------------------------------- | -------------- |
| República Checa (Rádio Top 100) | 60             |